# Ulgen
Ulgen ou Bai-Ülgen est une divinité créatrice turco-mongole généralement distincte de Tengri mais ils sont parfois identifiés de la même manière.

Son nom provient du vieux-turc : bey, « riche, seigneur », et ülgen, « magnifique ».

## Enfants d'Ülgen
Ülgen a sept fils, les Ak oğlanlar (« garçons blancs ») ou Kıyatlar:
|   | Nom khagan      | Nom Han     | Role                       |
| - | --------------- | ----------- | -------------------------- |
| 1 | Karshyt Khagan  | Karşıt Han  | Le dieu de la pureté.      |
| 2 | Bura Khagan     | Pura Han    | Le dieu des chevaux.       |
| 3 | Burcha Khagan   | Burça Han   | Le dieu de la prosperité.  |
| 4 | Yashyl Khagan   | Yaşıl Han   | Le dieu de la nature.      |
| 5 | Karakush Khagan | Karakuş Han | Le dieu des oiseaux.       |
| 6 | Kanym Khagan    | Er Kanım    | Le dieu de la confiance.   |
| 7 | Bakhty Khagan   | Baktı Han   | Le dieu de la bénédiction. |
Ülgen a aussi neuf filles,, appelées Akkızlar (« filles blanches ») ou Kıyanlar, mais personne ne connaît leurs noms. Ses filles sont une source d’inspiration pour les chamans.